# Мик Џегер
Сер Мајкл Филип „Мик“ Џегер (енгл. Sir Michael Philip "Mick" Jagger; Дартфорд, Кент, 26. јул 1943) је енглески музичар, певач, текстописац и глумац. Један је од оснивача и певач Ролингстонса, рок бенда који је настао 1962. године у Лондону. За допринос музици, проглашен је за витеза 2003.

## Младост
Мајкл Филип Џегер рођен је у породици средње класе у Дартфорду у Кенту 26. јула 1943. Његов отац, Базил Фаншо „Џо” Џегер (13. априла 1913 - 11. новембра 2006), бивши гимнастичар, био је наставник физичког васпитања који је помогао популаризацији кошарке у Британији, а његов деда Дејвид Ернест Џегер био је исто тако учитељ. Његова мајка Ева Енсли Мери (рођена Скутс; 6. априла 1913 - 18. маја 2000), рођена у Сиднеју, Аустралија, енглеског порекла, била је фризерка и активна чланица Конзервативне странке. Џегеров млађи брат Крис (рођен 19. децембра 1947) такође је музичар. Њих двоје су наступали заједно.
Иако одгојен да следи стопе очеве каријере, Џегер је „увек био певач“ како је изјавио у часопису Ролингсонс. „Увек сам певао као дете. Био сам једно од оне деце која су само волела да певају. Нека деца певају у хоровима; друга воле да се праве важна пред огледалом. Ја сам био у црквеном хору и такође сам волео да слушам певаче на радију - Би-би-си или Радио Луксембург - или да их гледам на ТВ-у и у филмовима.”
У септембру 1950. Кит Ричардс и Џегер били су школски другови у основној школи Вентворт у Дартфорду, пре пресељења породице Џегер 1954. у Вилмингтон у Кенту. Исте године је положио једанаест плус и уписао се у Дартфордску гимназију, која сада има Центар Мика Џегера, назван по свом најпознатијем бившем студенту, инсталиран на локацији школе. Џегер и Ричардс су изгубили контакт један с другим док су ишли у различите школе, али након случајног сусрета на перону два у железничкој станици Дартфорд у јулу 1960. године, наставили су пријатељство и открили заједничку љубав према ритму и блузу, која је за Џегера започела са Малим Ричардом.
Џегер је напустио школу 1961. године након што је прошао седам О-нивоа и два А-нивоа. Са Ричардсом се преселио у стан у Едит Гроуву, Челси, Лондон, са гитаристом Брајаном Џоунсом. Док су Ричардс и Џоунс планирали да оснују сопствену ритам и блуз групу, Блуз Инкорпорејтед, Џегер је наставио да студира финансије и рачуноводство на државној стипендији као студент додипломскох студија у Лондонској школи економије. Он је озбиљно размишљао да постане новинар или политичар, упоређујући потоње са поп звездом.
Брајан Џоунс, користећи име Елмо Луис, почео је да ради у клубу Илинг - где је са Ричардсом започео „лабаву спојену верзију“ Блуз Инкорпорејтеда. Џегер је почео да се дружи са групом, да би на крају постао истакнути певач. Убрзо су Ричардс, Џоунс и Џегер почели самостално да вежбају, постављајући темеље за оно што ће постати Ролингстонси.

## Дискографија

### Соло албуми
| Година | Детаљи албума                                                                          | УК             | АУС            | САД            | / сертификација            |
| ------ | -------------------------------------------------------------------------------------- | -------------- | -------------- | -------------- | -------------------------- |
| 1985   | She's the Boss - Објављено: 21. фебруар 1985 - Издавачка кућа: CBS Records             | 6 (11 недеља)  | 6 (22 недеља)  | 13 (29 недеља) | - УК: Сребро - СА: Платина |
| 1987   | Primitive Cool - Објављено: 14. септембар 1987 - Издавачка кућа: CBS Records           | 26 (5 недеља)  | 25 (33 недеља) | 41 (20 недеља) |                            |
| 1993   | Wandering Spirit - Објављено: 9. фебруар 1993 - Издавачка кућа: Atlantic Records       | 12 (7 недеља)  | 12 (17 недеља) | 11 (16 недеља) | - САД: Злато               |
| 2001   | Goddess in the Doorway - Објављено: 19. новембар 2001 - Издавачка кућа: Virgin Records | 44 (10 недеља) | 65 (2 недеља)  | 39 (8 недеља)  | - УК: Сребро               |